# Мінія (Кретинга)
Футбольний клуб «Мінія» Кретинга (лит. Kretingos futbolo klubas Minija) — колишній литовський футбольний клуб з Кретинги, що існував у 1962—2016 роках.

## Історія назв
- 1962 — Мінія.

## Досягнення
- А-ліга/Чемпіонат Литовської РСР
  - Бронзовий призер (1): 1964
- Кубок Литви
  - Володар (1): 1964
  - Фіналіст (2): 1958, 1970.